# Wankendorf
Wankendorf là một đô thị thuộc huyện Plön, bang Schleswig-Holstein, Đức.It is situated approx. 24 km south of Kiel.
Wankendorf is the seat of the Amt ("collective municipality") Bokhorst-Wankendorf.